# Anno 2070
Anno 2070 es un videojuego de construcción de ciudades en tiempo real y elementos de juego de estrategia. Fue lanzado el 17 de noviembre de 2011, fue desarrollado por Related Designs y Blue Byte, y publicado por Ubisoft.

## Historia
En el año 2070 el Calentamiento global ha derretido el hielo del Ártico, lo que ha elevado el nivel del mar; tanto, que lo que solían ser Montañas ahora son todo lo que queda de tierra en la superficie. El juego tiene tres facciones: La Iniciativa de Edén (también llamados, "Ecos"), Global Trust (los "Tycoons"), y La SAAT (conocido como los "Tech"). Los Ecos protegen el medio ambiente y construyen ciudades sostenibles pero ineficientes y lentas de ampliar. Los Tycoons son trabajadores y se expanden rápidamente, pero tienen problemas con la contaminación y la escasez de los recursos. Los Tech son una facción de apoyo disponible para las otras dos, y son útiles en la investigación de las últimas tecnologías, las más potentes.

## Información del Juego
El juego incluye "eventos mundiales", las misiones especiales solo se ofrece por un tiempo limitado, permitiendo a todos a unirse y completar las misiones. Completando misiones premiará a los jugadores en función de cuántas personas participan.
Primer evento: Neo Skullz - Los jugadores de responder al llamado del Consejo Mundial de guerra contra los piratas que amenazan a la humanidad con misiles nucleares.
Segundo caso: Proyecto Eden - los jugadores ayudan a la Iniciativa Edén a activar las  "ex" tecnologías, que son de alto rendimiento de aire y sistemas de filtración de agua, para combatir la contaminación en las islas.
También hay "Actualidad", donde un jugador puede completar una misión especial para una de las tres facciones para obtener recompensas. Los eventos actuales cambian a diario, a diferencia de los eventos mundiales, que puede estar por varios meses.
En Anno 2070, la política ya no se definen por los países, fronteras, religiones, razas, etc, pero ¿cómo eligen los seres humanos la producción energética?. Todo el rally la humanidad bajo un solo gobierno mundial, donde las tres principales facciones del juego el control de las decisiones del mundo. Los jugadores también pueden votar por un Presidente Mundial y el voto en el Senado el Consejo. La participación dará efectos diferentes a todos los jugadores, dependiendo de quién sea el presidente o lo que ley fue aprobada, hasta el siguiente ciclo de que comience la votación. Por ejemplo, la votación para presidente de los Tycoons "Skylar Banes aumentará la productividad de los edificios de fabricación.
Los jugadores también pueden obtener los logros y recompensas de solo jugar el juego. Los jugadores pueden personalizar su arca para adaptarse a las preferencias personales, que solo es para la estética, así como ganar premios especiales que afectan a la jugabilidad.
Los recursos y mejoras tecnológicas se puede realizar en Arcas, y ser usado en otro juego en "modo continuo".
| Requisitos            | Mínimos                                             | Recomendados                                      |
| --------------------- | --------------------------------------------------- | ------------------------------------------------- |
| Sistema operativo     | Windows Xp (SP3) / Vista / 7                        | Vista (64 bit) / 7 (64 bit)                       |
| CPU                   | Intel DualCore 2 GHz o equivalente                  | Intel Core2 Quad o equivalente                    |
| Memoria               | 2 GB RAM                                            | 4 GB RAM                                          |
| Espacio de disco duro | 5 GB                                                | 5 GB                                              |
| Gráficos              | Compatible con DirectX 9.0c con 512 MB y Shader 3.0 | Compatible con DirectX 9.0c 1 GB y con Shader 3.0 |
| Audio                 | DirectX 9.0c compatible                             | DirectX 9.0c compatible                           |

## Facciones
- Tycoon - Líder: Skyler Banes, consejera delegada. Esta facción es la representante de Global Trust, máximo proveedor de energía en el año 2070. Los Tycoons son hábiles para explotar los recursos rápidamente para su uso inmediato, lo que lleva a trabajadores más adinerados y pueden pagar más impuestos. La economía de un jugador Tycoon acelera al principio del juego y disminuye gradualmente hacia el final, ya que sus recursos no son renovables (tecnologías de Tech pueden mitigar este contratiempo) sin embargo, a su vez, Los Tycoons disminuyen el balance ecológico y afectan negativamente el medio ambiente. Los Tycoons dependen del carbón y plantas nucleares para obtener energía, y sus ciudadanos disfrutan con las hamburguesas, el vino y el visitas al Casino. Los ciudadanos Tycoon no se preocupan por el equilibrio ecológico negativo tanto como sus contrapartes, los Ecos, y no pueden obtener beneficios del balance ecológico positivo. Para aumentar el equilibrio ecológico los Tycoons pueden construir depósitos de CO2 y compactadores de residuos.
- Eco - Director: Seamus Green, fundador y líder espiritual. Esta facción es representante de la Iniciativa de Edén, la más influyente organización medioambiental de la Tierra. Los Ecos confían en la tecnología verde para crear sus ciudades, preservar la naturaleza y ayudar al equilibrio ecológico. Sus ciudades son ineficientes y lentas para prosperar pero la economía de los Ecos será constante y fiable hasta el final del juego. Los Ecos confían en la energía eólica y solar y sus ciudadanos disfrutan del té, comen alimentos saludables y de escuchan música clásica. Los  Ecos se ven afectados por el equilibrio ecológico negativo más que los Tycoons pero también pueden beneficiarse de un balance ecológico positivo. Para aumentar el equilibrio ecológico los Ecos usan generadores de ozono, estaciones meteorológicas, etc...
- Tech - Líder: F.A.T.H.E.R., IA super-inteligente. Esta facción es representativa de la S.A.A.T. (Academcia Científica de Tecnologías Avanzadas, en español) y son los inventores de la tecnología suprema y los amos del mundo bajo el agua. Ellos diseñaron el Arca y E.V.E. (el asesor del jugador en el juego), así como los planes de construcción de aviones, submarinos y misiles. Es la única facción que pueden construir y trabajar bajo el agua en la meseta submarina. La agricultura de algas y la extracción de diamantes son algunas cosas que pueden hacer bajo el agua. Su tecnología permite investigar planos para represas hidroeléctricas para producir energía y utilizar las plantas de energía marina bajo el agua. Su población se compone de científicos que se dedican a la investigación. Para avanzar a un nivel superior los ciudadanos necesitan alimentos procesados de las algas que son cosechados bajo el agua y les gusta beber bebidas energéticas (a base de café y azúcar).

## Crítica alDRM
El juego contiene un mecanismo de seguridad llamado Solidshield Tages SAS 3 que limita la cantidad de activaciones del producto
El límite es de 3 activaciones y eso ha causado algunas críticas. Donde el cambio de Hardware, por ejemplo un cambio de tarjeta de video puede utilizar una activación y si se hace dos veces haría del juego inútil por completo.

## Recepción
Las críticas han sido principalmente positivas desde el lanzamiento, con una mayoría de los críticos valorando sus novedades y mejoras para la serie Anno.